# Danh sách quốc gia có thủ đô không phải là thành phố lớn nhất
Danh sách quốc gia có thủ đô không phải là thành phố lớn nhất đề cập đến danh sách các quốc gia có chủ quyền mà thủ đô không phải là thành phố đông dân nhất.

## Danh sách
| Quốc gia                             | Thủ đô                    | Dân số     | Thành phố lớn nhất      | Dân số      | Tỉ lệ |
| ------------------------------------ | ------------------------- | ---------- | ----------------------- | ----------- | ----- |
| Úc                                   | Canberra                  | 426,704    | Melbourne               | 5,312,163   | 12.6  |
| Belize                               | Belmopan                  | 20,621     | Thành phố Belize        | 61,762      | 3.07  |
| Bénin                                | Porto-Novo                | 264,320    | Cotonou                 | 761,100     | 3.4   |
| Bolivia                              | Sucre                     | 259,388    | Santa Cruz de la Sierra | 1,453,549   | 7.1   |
| Brasil                               | Brasília                  | 3,500,000  | São Paulo               | 12,252,023  | 4.25  |
| Burundi                              | Gitega                    | 41,944     | Bujumbura               | 1,092,859   | 26.06 |
| Cameroon                             | Yaoundé                   | 1,430,000  | Douala                  | 2,000,000 + | 1.4   |
| Canada                               | Ottawa                    | 1,017,449  | Toronto                 | 2,794,356   | 3.08  |
| Trung Quốc                           | Bắc Kinh                  | 22,000,000 | Thượng Hải              | 30,484,300  | 1.39  |
| Guinea Xích Đạo                      | Malabo                    | 187,302    | Bata                    | 250,770     | 1.34  |
| Gambia                               | Banjul                    | 31,301     | Serrekunda              | 337,000     | 2.18  |
| Ấn Độ                                | New Delhi                 | 249,998    | Mumbai                  | 20,000,000  | 80    |
| Israel                               | Jerusalem                 | 363,095    | Tel Aviv                | 460,613     | 1.2   |
| Bờ Biển Ngà                          | Yamoussoukro              | 200,659    | Abidjan                 | 4,348,000   | 21.7  |
| Kazakhstan                           | Astana                    | 743,014    | Almaty                  | 1,450,095   | 1.95  |
| Liechtenstein                        | Vaduz                     | 5,109      | Schaan                  | 6,039       | 1.14  |
| Liên bang Micronesia                 | Palikir                   | 5,000      | Weno                    | 13,000      | 1.4   |
| Malta                                | Valletta                  | 5,827      | St. Paul's Bay          | 29,097      | 6.62  |
| Maroc                                | Rabat                     | 627,000    | Casablanca              | 4,150,000   | 6.62  |
| Myanmar                              | Naypyidaw                 | 925,000    | Yangon                  | 4,346,000   | 4.7   |
| New Zealand                          | Wellington                | 212,000    | Auckland                | 1,440,300   | 6.79  |
| Nigeria                              | Abuja                     | 778,567    | Lagos                   | 7,937,932   | 10.2  |
| Pakistan                             | Islamabad                 | 1,014,825  | Karachi                 | 14,910,352  | 14.69 |
| Palau                                | Ngerulmud                 | 271        | Koror                   | 11,200      | 41.32 |
| Philippines                          | Manila                    | 1,780,148  | Thành phố Quezon        | 2,936,116   | 1.67  |
| San Marino                           | Thành phố San Marino      | 4,211      | Serravalle              | 10,601      | 2.52  |
| Nam Phi                              | Pretoria                  | 2,345,908  | Johannesburg            | 3,888,180   | 1.66  |
| Sri Lanka                            | Sri Jayawardenepura Kotte | 115,826    | Colombo                 | 642,163     | 5.54  |
| Thụy Sĩ                              | Bern                      | 138,041    | Zürich                  | 397,698     | 2.88  |
| Tanzania                             | Dodoma                    | 324,347    | Dar es Salaam           | 2,497,940   | 7.70  |
| Trinidad và Tobago                   | Port of Spain             | 49,000     | Chaguanas               | 67,400      | 1.37  |
| Thổ Nhĩ Kỳ                           | Ankara                    | 5,150,072  | Istanbul                | 14,377,018  | 3.4   |
| Các Tiểu vương quốc Ả Rập Thống nhất | Abu Dhabi                 | 896,751    | Dubai                   | 2,262,000   | 2.52  |
| Hoa Kỳ                               | Washington, D.C.          | 705,749    | Thành phố New York      | 8,398,748   | 12.72 |
| Việt Nam                             | Hà Nội                    | 8,053,663  | Thành phố Hồ Chí Minh   | 8,993,082   | 1.1   |

## Liên kết
- Compare with Most populous city of each country Lưu trữ ngày 24 tháng 10 năm 2005 tại Wayback Machine